# El misterio del solitario
El misterio del solitario es una novela escrita por el autor noruego Jostein Gaarder (Oslo, 1952) y publicada en 1990, que logró éxito de ventas tanto en Escandinavia como en otros países del mundo.
Sus protagonistas son por un lado un niño noruego llamado Hans Thomas y su padre; y por el otro, el protagonista del libro que el muchacho lee, un panadero que recibió una bebida maravillosa de parte de su abuelo. Este último fue náufrago en una isla y allí conoció a un anciano que llevaba años jugando al solitario.

## Trama
Hans Thomas, un muchacho noruego de doce años, y su padre, un marino apasionado por la filosofía, emprenden un viaje por carretera hacia Atenas en busca de su madre, que ocho años antes los había dejado para "encontrarse a sí misma". El azar hace que se detengan en Dorf, un pequeño pueblo suizo, donde un viejo panadero le regala un panecillo en cuyo interior se oculta un diminuto libro que Hans Thomas comenzará a leer con la ayuda de una lupa que un misterioso enano le regala. 
A partir de ese momento, el muchacho protagonizará otro emocionante viaje paralelo: el de la imaginación. Sabrá de Frode, un marinero que sobrevivió en una isla desierta después de ser el único superviviente de un naufragio ocurrido doscientos años antes, de su baraja de naipes y de cómo combatió su soledad haciendo que cada una de las 53 cartas tuviera vida propia (52 de ellas bastante inconscientes; una sola, Comodín, entiende verdaderamente las reglas del solitario que hace con los 53 naipes el viejo marinero). Pensando en todo ello, a Hans Thomas le asaltarán las eternas preguntas de la humanidad: ¿quiénes somos? ¿Cuál es el auténtico significado de nuestra vida? ¿Hasta qué punto nosotros, a diferencia de los naipes, podemos determinar nuestro destino? Antes de llegar a Atenas descubrirá que la vida no sólo no es aburrida, sino que además bien pudiera ser el sueño de un enano imaginado por un viejo marinero.
- Datos: Q1169271